# Ӻ
Ӻ (kleingeschrieben ӻ) ist ein Buchstabe des kyrillischen Alphabets, bestehend aus einem durchgestrichenen Г mit Haken. Er wurde in der nivchischen Sprache verwendet, da die Sprache allerdings keine Schrift mehr besitzt, und dieses Zeichen kaum unterstützt wird, wird es fast nie benutzt. 

## Zeichenkodierung
| Standard  | Standard    | Majuskel Ӻ                                       | Minuskel ӻ                                     |
| --------- | ----------- | ------------------------------------------------ | ---------------------------------------------- |
| Unicode   | Codepoint   | U+04FA                                           | U+04FB                                         |
| Unicode   | Name        | CYRILLIC CAPITAL LETTER GHE WITH STROKE AND HOOK | CYRILLIC SMALL LETTER GHE WITH STROKE AND HOOK |
| UTF-8     | UTF-8       | D3 BA                                            | D3 BB                                          |
| XML/XHTML | dezimal     | &#1274;                                          | &#1275;                                        |
| XML/XHTML | hexadezimal | &#x04FA;                                         | &#x04FB;                                       |